# Manca
La manca (plural: mancae) és l'estadi juvenil post-larval en alguns crustacis. L'estadi de la manca és la característica definitòria d'un clade anomenat Mancoida que comprèn tots els membres del Peracarida, excepte l'Amphipoda. Les mancae s'assembla molt a la forma adulta, però per l'absència de l'últim parell de pereiopodis. En alguns isòpodes, específicament la família Gnathiidae, l'estadi de manca és un paràsit de peixos, i també es coneix com a praniza.